# Kampfeinsitzerkommando
Kampfeinsitzerkommando - KEK  – wyspecjalizowane niemieckie jednostki Luftstreitkräfte  z okresu I wojny światowej.
W połowie 1915 roku liczba samolotów jednomiejscowych zaczęła się zwiększać. Były uzbrojone w pojedynczy lub podwójny zsynchronizowany karabin maszynowy, z którego prowadzono ostrzał w kierunku lotu. Samoloty tego typu, których zadanie z obserwacji i kierowania ogniem artylerii zmieniło się na niszczenie samolotów obserwacyjnych przeciwnika, zaczęto grupować w osobne jednostki stacjonujące na jednym lotnisku. Był to początek reorganizacji Luftstreitkräfte na początku I wojny światowej, przeprowadzanej przez ówczesnego Szefa Lotnictwa Polowego (Feldflugchef) majora Hermana von der Lieth-Thomsena.
Na początku 1916 roku utworzono 12 takich specjalnych jednostek lotniczych, których nazwy związane były z ich miejscem stacjonowania. W sierpniu 1916 roku w czasie drugiego etapu reorganizacji lotnictwa Armii Cesarstwa Niemieckiego z większości Kampfeinsitzerkommando powstały eskadry myśliwskie Jasta.
Wykaz jednostek Kampfeinsitzerkommando - KEK na początku 1916 roku.
- KEK Avillers → Jagdstaffel 5
- KEK Bantheville → Jagdstaffel 7
- KEK Douai → Jagdstaffel 10
- KEK Ensisheim → Jagdstaffel 16
- KEK Habsheim → Jagdstaffel 15
- KEK Jametz → Jagdstaffel 6
- KEK Metz → Jagdstaffel 17
- KEK Nord → Jagdstaffel 1
- KEK Sivry → Jagdstaffel 6
- KEK Stenay
- KEK Vaux / KEK Süd → Jagdstaffel 4
- KEK West → Jagdstaffel 12